# 弗拉特威洛科勒尼 (蒙大拿州)
弗拉特威洛科勒尼（英語：Flat Willow Colony）是位於美國蒙大拿州馬瑟爾謝爾縣的普查規定居民點。

## 人口
根據2020年美國人口普查的數據，弗拉特威洛科勒尼的面積為0.33平方千米，皆為陸地。當地共有人口15人，而人口密度為每平方千米45.45人。